# スルー
| ウィキペディアには「スルー」という見出しの百科事典記事はありません（タイトルに「スルー」を含むページの一覧/「スルー」で始まるページの一覧）。 代わりにウィクショナリーのページ「through」が役に立つかもしれません。 |